# Kristian Kvakland
Kristian Marius Kvakland (5. februar 1927 – 2. oktober 2011) var en norsk billedhugger og kunstner. Han lavede blandt andet den velkendte Amandastatuetten. Kristian Kvakland var bosat i Blylaget i Nordre Frogn, lige ved kommunegrænsen mod Nesodden.
Kvakland var uddannet fra Statens Håndverks- og Kunstindustriskole i Oslo, hvor han studerede i perioderne 1953–1956 og 1964–1965). Derefter studerede han ved Statens kunstakademi fra 1965 til 1968.